# Transgourmet Deutschland
Die Transgourmet Deutschland GmbH & Co. OHG ist ein Lebensmittel-Handelsunternehmen mit Sitz in Riedstadt in Deutschland. Die deutsche Gesellschaft ist ein Tochterunternehmen der Transgourmet Holding im Eigentum der Schweizer Coop. Transgourmet Deutschland ist in Deutschland Marktführer im Bereich Großverbraucher-Belieferung.
Das in Deutschland operierende Unternehmen hieß bis Ende Juni 2010 REWE-Großverbraucher-Service mit Sitz in Mainz-Hechtsheim, bis Ende 2013 REWE-Foodservice und war ein ehemaliges Tochterunternehmen der Rewe Group. Seit 2014 firmiert das Unternehmen als Transgourmet Deutschland.

## Geschäftsfeld
Transgourmet beliefert Großverbraucher wie die Gastronomie und Großküchen mit Lebensmitteln und sonstigem Bedarf. Es verfügt über einen eigenen Fuhrpark, übernimmt mit Kooperationspartnern auch die Planung, Ausstattung und Wartung von Großküchen und Gastronomie, vertreibt EDV-Küchenmanagementsysteme und veranstaltet Fachmessen. Es verfügt auch über Cash-&-Carry-Märkte in Mainz, Bremen, Koblenz und Saarlouis (unter dem Namen Transgourmet Cash & Carry). Der Standort Saarlouis wurde 2007 von der Unternehmensgruppe Distributa übernommen, bis er schließlich im Jahr 2019 geschlossen wurde.
Die Eigenmarken von Transgourmet sind Premium, Quality, economy, Ursprung und Natura (Bio-Marke).

## Geschichte

### Gründung und Entwicklung bis 2014
Die Anfänge des Unternehmens liegen in dem inhabergeführten Unternehmen Vogler in Mainz. Das Unternehmen belieferte damals Gastwirte und Betriebsküchenleiter in der Umgebung von Mainz. 1995 wurde dieser Kern um die von der Handelskette Spar übernommenen Franke+Panzer-Betriebe erweitert. 1997 kamen die von der Metro Group abgestoßenen BLV-Häuser dazu. 2000 wurde die Bremer Sanco übernommen. 2002 folgten die Übernahmen der Großverbraucheraktivitäten der FZ-Frische-Service GmbH in Neu-Ulm, der FZ-Süd und der Großverbraucheraktivitäten der A. Hinsch & Co. in den neuen Bundesländern. 2003 wurden die Großverbraucheraktivitäten des Hamburger Käselagers übernommen. Im selben Jahr folgte die Umfirmierung in REWE-Großverbraucher-Service Nord GmbH mit Sitz in Hamburg. 
2006 wurde der Zustellgroßhandel der Frische-Zentrum-Nordwest GmbH (FZNW) mit Sitz in Bremen übernommen. Ein Jahr später erfolgte eine erneute Umfirmierung in REWE-Großverbraucher-Service GmbH. Daraufhin wurde der Stöver Frischedienst von der Stöver-Unternehmensgruppe übernommen. 2009 gründet die REWE Group gemeinsam mit der Coop Schweiz ein Joint Venture: die Transgourmet Holding. Die REWE-Großverbraucher-Service ist Teil des Joint Ventures. Am 1. Juli 2010 firmierte das Unternehmen in REWE-Foodservice um. 
2011 übernahm Coop die Transgourmet-Gruppe zu 100 % und damit auch REWE-Foodservice. 2012 übernahm REWE-Foodservice den hessischen Lieferanten für Feinkost und Molkereiprodukte Ringk. 
2014 firmierte REWE-Foodservice in Transgourmet um. Unter der Dachmarke Transgourmet Deutschland sollen zukünftig die Vertriebslinien Transgourmet, Selgros Cash&Carry und Transgourmet Cash&Carry geführt werden.

### Entwicklung seit 2015
2015 übernahm die Transgourmet-Gruppe die Mehrheit am Hamburger Unternehmen Sump & Stammer, die EGV Unna AG und die Frischeparadies-Gruppe. 2017 wurden die Team Beverage AG, gastronovi und Global Foods Teil der Transgourmet-Gruppe. Am 1. Januar 2018 folgte die Übernahme des Lebensmittel-Großhändlers Niggemann.
Anfang 2019 wurde Team Beverage von der EU-Kommission als Gemeinschaftsunternehmen mit der Oetker-Gruppe genehmigt. Das Unternehmen hat sich auf den elektronischen Handel mit Getränken spezialisiert und bietet Lösungen für den Getränkegroßhandel und die Gastronomie.
Zum 1. Mai 2019 übernahm Transgourmet den Geschäftsbetrieb der Sanalogic GmbH. Die Sanalogic GmbH ist ein führendes Unternehmen in der Entwicklung, Implementierung und Betreuung von Software-Gesamtlösungen im Bereich der Gemeinschaftsverpflegung.

## Kennzahlen
2006 erzielte der Rewe GVS mit 2100 Mitarbeitern einen Bruttoumsatz von 843 Millionen Euro; 2007 stieg der Umsatz auf 1.057 Mio. Euro.